# Dom nr 67 w Starym Waliszowie
Dom nr 67 w Starym Waliszowie – zabytkowy dom w Starym Waliszowie, w powiecie kłodzkim.
W wojewódzkim rejestrze zabytków zapisano:
- drewniany dom nr 67, obecnie w ruinie z  początku XIX w., nr rej.: 448/739/WŁ z 30.04.1980